# Prvenstvo NCAA u vaterpolu za žene
Prvenstvo NCAA (National Collegiate Athletic Association) u vaterpolu za žene je američko vaterpolsko natjecanje za sveučilišna športska društva. Održava se od 2001. godine.
Nijedno sveučilište izvan Kalifornije nikad nije uspilo osvojito mjesto više od četvrtog na konačnoj ljestvici, odnosno nijedno nije pobijedilo u utakmici za treće mjesto. Stoga, nijedno nekalifornijsko sveučilište nije nikad sudjelovalo u završničnoj utakmici za prvaka, odnosno izuzme li se sveučilište Stanford, koje se nalazi na kalifornijskom sjeveru, sve osvajačice prvog, drugog i trećeg mjesta su bile iz Los Angelesa.
Ishodi utakmica za prvakinje:
- 2001. UCLA - Stanford 5:4
- 2002. Stanford - UCLA 8:4
- 2003. UCLA - Stanford 4:3
- 2004. Southern California - Loyola Marymount 10:8
- 2005. UCLA - Stanford 3:2
- 2006. UCLA - Southern California 9:8

## Vanjske poveznice
- Podatci o ženskom vaterpolskom prvenstvu - NCAA Sports.com